# Доган, Мазлум
Мазлум Доган (курд. مازلوم دۆگان, курд. Mazlum Doğan, 1955, Мазгирт — 21 марта 1982, Диярбакыр) — один из основателей и член ЦК Рабочей партии Курдистана.

## Биография
Родился в деревне Теман округа Мазгирт провинции Тунджели. Окончил школу в городе Балыкесир. Начиная с 1976 г. принимал участие в студенческом движении, предшествовавшему созданию Рабочей партии Курдистана. Стал первым редактором левой курдской газеты «Serxwebûn».
В 1979 г. Мазлум Доган был арестован по обвинению в создании и руководстве Рабочей партией Курдистана, использовании поддельных документов с целью похищения из госпиталя в Диярбакыре находящихся под арестом товарищей по партии.
21 марта 1982 г., на курдский национальный праздник Навруз, двадцатисемилетний Мазлум Доган, находящийся в тюрьме в Диярбакыре, в знак протеста правительству Турции поджёг свою камеру и повесился. Этими действиями он хотел привлечь внимание к нарушению прав и систематическому применению пыток к заключенным в турецких тюрьмах. Это событие стало прелюдией к массовым голодовкам и акциям неповиновения властям со стороны политических заключенных в 1982 г.